# Jujutsu Kaisen
Jujutsu Kaisen (呪術廻戦; tradução aproximada "Batalha de Feitiçaria") é uma série de mangá japonesa escrita e ilustrada por Gege Akutami. Foi serializada na revista Weekly Shōnen Jump de março de 2018 a setembro de 2024, com seus capítulos compilados em 30 volumes tankōbon pela Shueisha. A série é licenciada e publicada no Brasil pela editora Panini.
Em 2020 foi adaptado para um anime homônimo produzido pelo estúdio MAPPA.

## Personagens principais
Yūji Itadori (虎杖 悠仁, Itadori Yūji)
Voz de: Junya Enoki
Dublado por: Yuri Tupper (Brasil);
Um atleta de 15 anos que se junta ao Clube Oculto de sua escola para evitar o time de atletismo. Depois de encontrar e abrir uma caixa contendo um feitiço amaldiçoado semelhante a um dedo podre, sua escola é atacada por criaturas fantasmas conhecidas como Maldições. Para proteger seus amigos, ele consome o dedo podre e fica possuído por uma maldição conhecida como Ryoumen Sukuna.Cap. 1 Mais tarde, ele se junta a Escola Técnica Superior de Jujutsu de Tóquio, sob a tutela de Satoru Gojou, onde é colocado sob uma espécie de sentença de morte, que fica suspensa até que ele consuma todos os dedos de Sukuna para se matar e Sukuna ao mesmo tempo.Cap. 2
Megumi Fushiguro (伏黒 恵, Fushiguro Megumi)
Voz de: Yuma Uchida
Dublado por: Fabrício Vila Verde (Brasil);
Um xamã estudando no primeiro ano na Escola Técnica Superior de Jujutsu de Tóquio, sob a tutela de Satoru Gojou. Ele conhece Yuji ao tentar localizar um talismã de charme amaldiçoado de alta qualidade em sua escola. Ele é o único que convence Satoru a tentar salvar Yuji de sua execução após sua posse por Sukuna. Ele usa seu poder de maldição para criar espíritos (式神; Shikigami)  de suas próprias sombras para exorcizar Maldições. Ele foi apontado como tendo um grande potencial como xamã por várias outras pessoas poderosas, incluindo o próprio Sukuna.Cap. 1, 2, 9
Satoru Gojō (五条 悟, Gojō Satoru)
Voz de: Yuichi Nakamura
Dublado por: Léo Rabelo (Brasil);
Um xamã trabalhando como professor na Escola Técnica Superior de Jujutsu de Tóquio. Ele ensina Yuji Itadori, Megumi Fushiguro e Nobara Kugisaki. Ele convence seus superiores a manter Yuji vivo até que ele consuma todos os dedos de Sukuna. Embora seu título de "O Mais Forte" seja autoproclamado, a maioria dos aliados e inimigos nunca disputam o título e geralmente o consideram uma das pessoas mais perigosas do mundo.Cap. 2 Como resultado, ele é amplamente respeitado e venerado por xamãs, mesmo pelos da escola irmã da faculdade em Kyoto, e exerce grande influência no mundo do xamanismo. Ele usa seu poder de maldição para controlar o espaço ao seu redor de inúmeras maneiras.Cap. 14
Nobara Kugisaki (釘崎野 薔薇, Kugisaki Nobara)
Voz de: Asami Seto
Dublado por: Amanda Brigido (Brasil);
Uma xamã que estuda no primeiro ano da Escola Técnica Superior de Jujutsu de Tóquio, sob a tutela de Satoru Gojou. Ela se transferiu para poder morar em Tóquio sem nenhuma despesa. Ela conhece Yuji Itadori e Megumi Fushiguro durante sua primeira missão oficial como xamã. Ela usa um martelo de arma de charme e pregos infundidos com seu poder de maldição para exorcizar Maldições.Cap. 4, 5
 Ryomen Sukuna (両面宿儺, Ryōmen Sukuna; lit. Hospedeiro Duas Faces)
Voz de: Junichi Suwabe
Dublado por: Francisco Júnior (Brasil);
Uma maldição de alto nível que é considerado o indiscutível "Rei das Maldições". Segundo a lenda, Sukuna era um demônio semelhante a um humano com quatro braços que apareceu durante a era primordial da feitiçaria. Os feiticeiros desse período descobriram que não eram capazes de exorcizá-lo completamente, então eles recorreram a cortar seus 20 dedos e armazená-los como feitiços amaldiçoados, esperando que um dia esses feitiços fossem destruídos e, como resultado, ele realmente seria derrotado. Atualmente, ele é o "convidado" de Yuji Itadori.Cap. 2 Sukuna se interessou ao ver Megumi Fushiguro alcançar todo o seu potencial. Seu objetivo é obter controle total sobre o corpo de Yuji e sair em uma matança.Cap. 8, 9 Ele tem uma imensa quantidade de poder de maldição, e estima-se que sua força total esteja a par ou até maior do que a de Satoru Gojou, embora Satoru afirme o contrário.

## Mídia

### Mangá
Jujutsu Kaisen é escrito e ilustrado por Gege Akutami. A série começou no Weekly Shōnen Jump em 5 de março de 2018. Os capítulos individuais são coletados e publicados pela Shueisha, com trinta volumes tankōbon lançados desde dezembro de 2024. Um volume anterior na história intitulado Jujutsu Kaisen 0: Tokyo Toritsu Jujutsu Koutou Senmon Gakkou (呪術廻戦 0 東京都立呪術高等専門学校; lit. "Jujutsu Kaisen 0: Tokyo Metropolitan Magic Technical School) foi publicado em 4 de dezembro de 2018.
A Shueisha começou a publicar a série em inglês e espanhol no aplicativo e no site Manga Plus em janeiro de 2019, e com suporte em português brasileiro no dia 11 de abril de 2021.
No Brasil, anunciada durante a Comic Con Experience 2019, a série é publicada pela Editora Panini desde 3 de agosto de 2020.
O mangá conta com 80 milhões de unidades impressas (fisicamente) e vendidas (digitalmente). Esse número inclui as reimpressões dos últimos 22 volumes, e também Jujutsu Kaisen 0.

#### Lista de Volumes
| N.º | Publicação original    | Publicação original | Publicação licenciada                             | Publicação licenciada                                      |
| N.º | Data de lançamento     | ISBN                | Data de lançamento                                | ISBN                                                       |
| --- | ---------------------- | ------------------- | ------------------------------------------------- | ---------------------------------------------------------- |
| 0   | 4 de dezembro de 2018  | 978-4-08-881672-2   | - BR 13 de março de 2021 - PT janeiro de 2022     | 978-655-512-727-0 978-989-559-569-3                        |
| 1   | 4 de julho de 2018     | 978-4-08-881516-9   | - BR 3 de agosto de 2020 - PT maio de 2022        | 978-65-551-2207-7 978-989-559-537-2                        |
| 2   | 4 de setembro de 2018  | 978-4-08-881608-1   | - BR 1 de outubro de 2020 - PT julho de 2022      | 978-65-551-2367-8 978-989-559-538-9                        |
| 3   | 4 de dezembro de 2018  | 978-4-08-881666-1   | - BR 1 de dezembro de 2020 - PT julho de 2022     | 978-65-5512-580-1 978-65-5512-895-6 (CV) 978-989-559-538-9 |
| 4   | 4 de março de 2019     | 978-4-08-881756-9   | - BR 1 de fevereiro de 2021 - PT março de 2023    | 978-65-5512-818-5 978-989-559-570-9                        |
| 5   | 2 de maio de 2019      | 978-4-08-881828-3   | - BR 16 de abril de 2021 - PT junho de 2023       | 978-65-5960-020-5 978-989-559-571-6                        |
| 6   | 4 de julho de 2019     | 978-4-08-881876-4   | - BR 7 de junho de 2021 - PT agosto de 2023       | 978-65-5960-191-2 978-989-559-596-9                        |
| 7   | 4 de outubro de 2019   | 978-4-08-882076-7   | - BR 9 de julho de 2021 - PT novembro de 2023     | 978-65-5982-270-6 978-989-559-601-0                        |
| 8   | 4 de janeiro de 2020   | 978-4-08-882168-9   | - BR 13 de agosto de 2021 - PT janeiro de 2024    | 978-65-5982-132-7 978-65-5982-086-3 (CV)978-989-559-602-7  |
| 9   | 4 de janeiro de 2020   | 978-4-08-882218-1   | - BR 09 de setembro de 2021 - PT março de 2024    | 978-65-5982-022-1 978-989-559-600-3                        |
| 10  | 4 de março de 2020     | 978-4-08-882274-7   | - BR 08 de outubro de 2021 - PT junho de 2024     | 978-65-5960-940-6 978-989-559-674-4                        |
| 11  | 4 de junho de 2020     | 978-4-08-882296-9   | - BR 05 de novembro de 2021 - PT agosto de 2024   | 978-65-596-0806-5 978-989-559-675-1                        |
| 12  | 4 de agosto de 2020    | 978-4-08-882381-2   | - BR 03 de dezembro de 2021 - PT novembro de 2024 | 978-65-596-0699-3 978-989-559-676-8                        |
| 13  | 2 de outubro de 2020   | 978-4-08-882429-1   | - BR 07 de janeiro de 2022 - PT fevereiro de 2025 | 978-65-596-0612-2 978-989-559-677-5                        |
| 14  | 4 de janeiro de 2021   | 978-4-08-882534-2   | - BR 04 de fevereiro de 2022 - PT abril de 2025   | 978-65-596-0539-2 978-989-559-730-7                        |
| 15  | 4 de março de 2021     | 978-4-08-882534-2   | - BR 04 de março de 2022 - PT julho de 2025       | 978-65-596-0474-6 978-989-559-746-8                        |
| 16  | 4 de junho de 2021     | 978-4-08-882688-2   | - BR 08 de abril de 2022 - PT agosto de 2025      | 978-65-596-0320-6 978-989-559-767-3                        |
| 17  | 4 de outubro de 2021   | 978-4-08-882736-0   | - BR 6 de maio de 2022                            | 978-65-596-0832-4                                          |
| 18  | 25 de dezembro de 2021 | 978-4-08-882848-0   | - BR 3 de junho de 2022                           | 978-65-259-0387-3                                          |
| 19  | 4 de abril de 2022     | 978-4-08-883068-1   | - BR 5 de agosto de 2022                          | 978-65-259-0135-0                                          |
| 20  | 4 de agosto de 2022    | 978-4-08-883201-2   | - BR 6 de janeiro de 2023                         | 978-65-5982-772-5                                          |
| 21  | 2 de dezembro de 2022  | 978-4-08-883311-8   | - BR 3 de março de 2023                           | 978-65-259-1288-2                                          |
| 22  | 3 de março de 2023     | 978-4-08-883434-4   | - BR 14 de julho de 2023                          | 978-65-259-0840-3                                          |
| 23  | 4 de julho de 2023     | 978-4-08-883628-7   | - BR 15 de dezembro de 2023                       | 978-65-259-2275-1                                          |
| 24  | 4 de outubro de 2023   | 978-4-08-883670-6   | - BR 15 de março de 2024                          | 978-65-259-1969-0                                          |
| 25  | 4 de janeiro de 2024   | 978-4-08-883799-4   | - BR 28 de junho de 2024                          | 978-65-259-1610-1                                          |
| 26  | 4 de abril de 2024     | 978-4-08-883884-7   | - BR 22 de novembro de 2024                       | 978-65-259-2987-3                                          |
| 27  | 4 de julho de 2024     | 978-4-08-884115-1   | - BR 10 de janeiro de 2025                        | 978-65-259-2834-0                                          |
| 28  | 4 de outubro de 2024   | 978-4-08-884211-0   | —                                                 | —                                                          |
| 29  | 25 de dezembro de 2024 | 978-4-08-884377-3   | —                                                 | —                                                          |
| 30  | 25 de dezembro de 2024 | 978-4-08-884378-0   | —                                                 | —                                                          |

### Light novels
Uma light novel intitulada Jujutsu Kaisen: Soaring Summer and Returning Autumn (呪術廻戦　逝く夏と還る秋, Jujutsu Kaisen Iku natsu to kaeru aki), escrita por Ballad Kitaguni, foi publicado sob a marca Jump J-Books em 01 de maio de 2019. Uma segunda light novel intitulada Jujutsu Kaisen: The Path of Roses at Dawn (呪術廻戦　夜明けのいばら道, Jujutsu Kaisen Yoake no Ibara Michi) foi lançada em 4 de janeiro de 2020.

### Anime
Na 52ª edição da Weekly Shōnen Jump, publicada em 25 de novembro de 2019, foi anunciado que a série receberá uma adaptação para anime da série de televisão. O autor do mangá Gege Akutami e os principais membros do elenco apareceram no Jump Festa '20 em 22 de dezembro de 2019. Toho produzirá a série. A animação será feita pelo estúdio MAPPA e é dirigida por Sunghoo Park, Hiroshi Seko é o roteirista, Tadashi Hiramatsu é o responsável pelo design de personagens, Hiroaki Tsutsumi, Yoshimasa Terui e Arisa Okehazama são os compositores musicais. Estreando primeiramente em uma live pelo Youtube e Periscope no dia 19 de setembro, as transmissões para os canais japoneses MBS e TBS estreou no dia 2 de outubro de 2020. O anime tem previsão para 24 episódios.
No Brasil e em Portugal a animação foi transmitida simultaneamente pela Crunchyroll, e em todo o mundo, exceto os países da Ásia, em 11 de novembro o site inaugurou as "dublagens expressas" e Jujutsu Kaisen está sendo dublado em português brasileiro, inglês, espanhol, francês e alemão, desde de 20 de novembro de 2020, com sete semanas de diferença referente ao lançamento do episódio no Japão. Em 04 de outubro de 2021 o anime chegou ao catálogo da Funimation.

### Trilha sonora
Foi lançada em um conjunto de dois CDs, a trilha sonora original do anime Jujutsu Kaisen, composta por Hiroaki Tsutsumi, Yoshimasa Terui e Arisa Okehazama, em 21 de abril de 2021.

### Filme
Após o final do anime, foi anunciada uma adaptação para longa metragem intitulada Jujutsu Kaisen 0 (Jujutsu Kaisen 0 the Movie), baseada no mangá Tōkyō Toritsu Jujutsu Kōtō Senmon Gakkō, estreada em 24 de dezembro de 2021, sendo produzida pelo MAPPA e distribuída pela TOHO.

### Jogos
Em junho de 2021, um RPG gratuito desenvolvido pela Sumzap para smartphones foi anunciado.
Uma colaboração com o PUBG: Battlegrounds foi anunciada em agosto de 2021. A colaboração estará disponível globalmente, exceto no Japão e na China Continental. Em agosto de 2023, foi anunciada a colaboração com o jogo eletrônico e multiplayer Fortnite. A colaboração contou com um mini passe gratuito e com uma opção premium, contendo a skin de Yuji Itadori como recompensa final. Outros personagens como Satoru Gojo, Megumi Fushiguro e Nobara Kugisaki foram introduzidos á loja do jogo com suas respectivas skins e cosméticos.

## Recepção

### Mangá
A série ficou em 1º lugar na lista de mangás recomendados pelos funcionários da livraria japonesa em 2019. Em 2019, o mangá foi nomeado para o 65º Shogakukan Manga Award pela categoria shōnen.
Em fevereiro de 2019, a série tinha 1,1 milhão de cópias impressas. Em junho de 2019, a série tinha 2 milhões de cópias impressas em todo o mundo. Em novembro de 2019, a série tinha 2,5 milhões de cópias impressas em todo o mundo. Em maio de 2020, a série tinha 4,5 milhões de cópias impressas em todo o mundo. Em setembro de 2020, a série tinha 6,8 milhões de cópias impressas em todo o mundo. Em outubro de 2020, a série tinha 8,5 milhões de cópias impressas em todo o mundo. No dia 29 de outubro de 2020 foi revelado em seu twitter que o mangá ultrapassou a marca de 10 milhões de cópias em circulação. Em dezembro de 2020, a série chegou a marca de 15 milhões de cópias em circulação (incluindo cópias digitais). No mês de janeiro de 2021 o manga conquistou 25 milhões de copias somente no Japão. Em fevereiro de 2021, os volumes ultrapassaram 30 milhões de cópias. No inicio de março o mangá ultrapassou 36 milhões de cópias em circulação. No mês de setembro de 2021 a serie alcançou a marca de 55 milhões de cópias em circulação. Em dezembro de 2021 o série atingiu a marca de 60 milhões de copias em circulação no Japão.
Jujutsu Kaisen foi a 5ª série de mangá mais vendida em 2020 (do período entre novembro de 2019 a novembro de 2020), com 6.702.736 cópias vendidas. Em janeiro de 2021 os primeiros quinze volumes, incluindo o volume 0, levou 15 das 16 posições da Oricon (semana janeiro 11~17), sendo apenas ultrapassado pelo volume 33 de Shingeki no Kyojin, que liderou a lista.
Gege Akutami, criador do mangá, planejava encerrar a história neste ano, em 2023, mas devido a mudanças recorrentes que teve, ele foi prolongado até o ano de 2024.

### Anime
Segundo o My Anime List, Jujutsu Kaisen foi o anime mais popular de 2020.
Em janeiro de 2021, foi revelado que o anime foi a segunda série de anime mais assistida na Crunchyroll em 2020, sendo vista em 71 países e territórios, ficando atrás de Black Clover.
O anime Jujutsu Kaisen foi o grande ganhador do Crunchyroll Anime Awards 2021, nas categorias "Anime do Ano",  "Melhor Encerramento" (LOST IN PARADISE) e "Melhor Antagonista" (Ryomen Sukuna), além destes prêmios a animação foi indicada para "Melhor Animação", "Melhor Abertura" (KAIKAIKITAN), "Best Boy" (Gojo Satoru), "Melhor Dublador (japonês Yuichi Nakamura como Satoru Gojo)", "Melhor Diretor" (Sunghoo Park), "Melhor Protagonista" (Yuji Itadori) e "Melhor Cena de Luta" (Satoru Gojo vs. Ryomen Sukuna).

### Mangá
- Site oficial (em japonês)
- «Jujutsu Kaisen - Batalha de Feiticeiros». na editora Panini
- «Jujutsu Kaisen» (em inglês). no Manga Plus
- «呪術廻戦【公式】 - @jujutsu_PR» (em japonês). twitter oficial (mangá)
- Jujutsu Kaisen (mangá) na enciclopédia do Anime News Network (em inglês)

### Anime
- Site oficial do anime (em japonês)
- «『呪術廻戦』アニメ公式 - @animejujutsu» (em japonês). twitter oficial (anime)
- «JUJUTSU KAISEN - @Jujutsu_Kaisen_» (em inglês). twitter oficial (anime)
- «JUJUTSU KAISEN Brasil - @jujutsuanimept». twitter oficial (anime)
- Jujutsu Kaisen (anime) na enciclopédia do Anime News Network (em inglês)

Streaming
- «Jujutsu Kaisen». na Crunchyroll
- «Jujutsu Kaisen». na Funimation
- «Jujutsu Kaisen». na Netflix